# Žminj
Žminj je naselje i općina u zapadnoj Hrvatskoj koja se sastoji od 33 naselja na 72 km². Nalazi se u Istarskoj županiji.

## Općinska naselja
Općina se (stanje 2006.) sastoji od 33 naselja, to su: 
| - Balići I - Benčići - Cere - Debeljuhi - Domijanići | - Gradišće - Gržini - Jurići - Karlovići, Klimni - Krajcar Breg, Krculi | - Kresini - Križanci - Krničari - Kršanci - Laginji | - Matijaši - Modrušani - Mužini - Orbanići - Pamići | - Pifari - Prkačini - Pucići - Rudani - Šivati | - Tomišići - Vadediji - Vidulini - Zeci | - Žagrići - Žminj |

## Zemljopis
Naselje u središnjoj Istri, 15 km južno od Pazina. (45 st, 8 min, 30 sec. N; 13 st, 54 min, 30 sec. E). 379 m nadmorske visine. Smješten je na vapnenačkom brdu.

## Stanovništvo
Godine 2001. Žminj je imao 722 stanovnika, a Žminjština 3.447.

### Žminj i ostala sela Općine Žminj
| Antončići 11    | Blagari 5         | Blažučići 1      | Dolenji Pucići 9 | Jurkoti 13    | Krajcar Brijeg 36            | Kršanci 20           |
| Maraškini 17    | Matijaši 17       | Paladnjaki 6     | Petešići 1       | Pifari 13     | Prkačini 25                  | Roži 19              |
| Stancije Roži ? | Švogari 2         | Tudari 2         | Vidulini 44      | Brkići 6      | Folići 3                     | Gradišće 27          |
| Grizili 18      | Haluzi 26         | Kadriol 0        | Karnevali 15     | Leprinčani 27 | Lucijani 8                   | Mengići 13           |
| Mužini 43       | Tomišići 71       | Andrijaši 8      | Domijanići 64    | Hrusteti 12   | Kmeti 31                     | Laginji 46           |
| Petarcoli 17    | Petrići 11        | Gorenj Pucići 34 | Sveta Foška 10   | Šoštari 15    | Dolenji Tankovići 14         | Gorenji Tankovići 14 |
| Tončaki 14      | Žagrići 19        | Baštiajanići     | Črnji 8          | Debeljuhi 53  | Dolenji Krničari 4           | Dončići 14           |
| Fradelani12     | Hrelji 5          | Humnjani 6       | Karlovići 10     | Kranjčići 12  | Mačini 20                    | Modrušani 73         |
| Otočani 26      | Sandari 22        | Stancija Reti 7  | Šivati 17        | Vlašići 17    | Donci 1                      | Jurići 46            |
| Kablari 26      | Križanci 113      | Kuhari 31        | Marinčevina      | Orbanići 56   | Pamići 97                    | Petešljari 26        |
| Krculi 26       | Kresini 18        | Krničari 81      | Matiki 10        | Matkići 25    | Potrati 27                   | Slivari 26           |
| Stancija Rovis  | Stancija Žufić 11 | Vadediji 15      | Zahariji 6       | Zamudići 2    | Žminj 833. (Cere) Badnjevari | Balići               |
| Barišini        | Benčići           | Bošci            | Cere             | Čubani        | Dohrani                      | Feštini              |
| Gajmani         | Gržini            | Haluzi           | Hreljini         | Jušani        | Kinkeli                      | Klimani              |
| Pohmani         | Rojnići           | Rudani           | Zeci             | Žgombini      |                              |                      |

Žminjština ima ukupno 108 (112) naselja.
Bezjaki (Bezaki) je etnonim, koji se u užem smislu i osobito do polovice XX. stoljeća odnosi na stanovnike Žminjštine i zahvaća i dio Pazinštine. Susjedi na Kanfanarštini su Vlasi (Vlahi).
| broj stanovnika | 3697  | 3761  | 4131  | 4223  | 4674  | 5267  | 5255  | 5298  | 4960  | 4938  | 4378  | 3970  | 3689  | 3530  | 3447  | 3483  | 3360  |
|                 | 1857. | 1869. | 1880. | 1890. | 1900. | 1910. | 1921. | 1931. | 1948. | 1953. | 1961. | 1971. | 1981. | 1991. | 2001. | 2011. | 2021. |

## Uprava
Sjedište općine od 1993. Prije je spadala pod općinu Rovinj.
Načelnici Željko Rudan, Vinko Galant, Ratko Jeromela,Aldo Bančić,Marko Križman

## Povijest
U prapovijesti je bio naseljen kao gradina. U željezno doba (2000. – 1000. pr. Kr.) bilo je na Žminjštini nekoliko naselja što potvrđuju nađeni ostatci keramike kod Sv. Foške i u samom Žminju. Vjerojatno je bilo i jedno naselje na padinama Drage, gdje su bili izvori vode. Pretpostavlja se da je Žminjština dobila značaj prometnog razkrižja već u željeznom dobu jer su putevi vodili prema tada već postojećim naseobinama Pićan, Stari Gočan, Gradina, Barban, Stari Pazin, Lindar, Vodnjan, prema Dragi itd. Ti putevi su s modifikacijama ostali sve do danas.
Doseljavanje Slavena na Žminjštinu može se postaviti u 7. stoljeće. Zbog dobrih puteva, koji su ostali još iz rimskog doba lako su napredovali i naselili već postojeća naselja. Grobni nalazi oko osnovne škole u Žminju iz IX. I X. st. potvrđuju da je tu bilo veće staroslavensko naselje. Slično se može tvrditi i za područje Sv. Foške i padine Drage oko lokve Vidonjaka na položaju Mitrovici. Iz 10. stoljeća potječu i neke crkve na Žminjštini, kao ona Sv. Agate kod Vidulini pa se može sa sigurnošću tvrditi da su okolo postojala naselja.
Žminjština je bila od druge polovine 12. stoljeća u sastavu Pazinske grofovije. Iz urbara i drugih izvora može se ustanoviti da je Žminj bio među najrazvijenijima. To se zaključuje po davanjima i radnim danima za obradu zemlje. U to doba djelovala je i pošta jer su je seljaci morali prenositi. Žminj je bio trgovište bogato poljoprivrednim proizvodima, vinom i drvom. Jochann Weichard Valvasor u knjizi "Slava Kranjskoga vojvodstva" opisuje Žminj (Der Marckht SWINGK Izmin) kao bogato naselje udaljeno 17 milja od Ljubljane i jednu milju od Pazina. Naselje je na brdu i otvoreno sa svih strana. Glavni proizvodi su s polja, voćnjaka, vinograda i šuma. Navodi nedostatak da je ovdje više vina nego vode što ipak nije baš dobro ako se zaboravi da je voda nužna za život. Iz crteža Žminja se vidi da je to bilo utvrđeno naselje jednostavne arhitekture. Inače je bila Žminjština među najbogatijima vinogradima te se je trgovalo vinom.
U 14. stoljeću su se na Žminjštinu doseljavali bjegunci iz drugih istarskih naselje kada su ih Mlečani razorili. Isto tako su se ovamo doseljavali bjegunci pred Turcima. Tako su Turci 1528. osvojili Liku i Krbavu. Uništili su mnoga naselja među kojima i Modruš. Od tuda su se na Žminjštinu doselili stanovnici i osnovali naselje Modrušani.
Žminjština je u samom početku novog vijeka zbog Uskočkog rata (1615. – 1617.) proživljavala teške trenutke. Mlečani su tijekom rata nemilosrdno iskorištavali šumsko i drugo bogatstvo Žminjštine iako nije spadalo pod njihovu vlast. Nakon završetka rata Žminjština se brzo oporavila, a tomu je pridonijelo i to da je bila pošteđena bolesti (malarije, kolere) koje su harale Istrom. Naime, tu nema močvarnog tla pa nije bilo toliko komaraca koji su prenosili bolesti. Prema Petroniju Žminj je bio značajno trgovačko središte s drvom, mesom, sirom, žitaricama, vinom, voćem, sijenom itd. Od jednog stabla se moglo dobiti pet vozi drva. Za jedan voz se dobivalo 14 lira. Meso se prodavalo po dva ili tri šolda po librici (327 gr). U 17. stoljeću je Žminjština imala oko 380 porodica, što znači više od tisuću stanovnika.
Nakon pada Mletačke Republike 1797. čitava Istra pada pod Austriju gdje ostaje do 1918. Između 1805. do 1814. Istra dobiva francusku vlast. Od 1809. do 1814. cijela Istra spada pod Ilirske provincije. Nakon 1814. počinje približno sto godina dugo austrijsko doba. U to doba znatno se razvila cestovna mreža. Tomu su mnogo pomogli i Francuzi, koji su za svoje kratke vlasti u Istri ubrzano gradili ceste. Tako je bila tada obnovljena cesta iz Pule i Rovinja preko Žminja prema Pazinu. Ova cesta još i danas igra važnu ulogu. Francuzi su ovdje imali jače posjede o čemu svjedoči i naziv Napoleonova stancija. U doba Ilirskih provincija Žminj je kao i davno prije imao važnu trgovačku ulogu. Iz tog doba (1810.) su poznata dva Žminjca - trgovca mesom Anton Žufić i Josip Milotić koja su prodavali meso sa Žminjštine i šireg područja u Mletačku Istru. Isto je tako poznato da je Žminj davao najviše za održavanje francuske vojske. U 1812. je to iznosilo 246 franaka što je predstavljalo 12 % iznosa Pazinske grofovije. Modernizacija cesta je omogućila i razvoj pošte. Žminj je dobio poštu 1841. godine .
U 19. stoljeću dolaze doseljenici iz Karnije koji su većinom radili u žminjskim kamenolomima i kasnije postali i njihovi vlasnici. Žminj je već 1822. dobio osnovnu školu što je omugućilo razvoj i prosperitet Žminjštine.
Austrijanci su nastavili s modernizacijom cesta koju su započeli Francuzi. Tako je bila 1847. izgrađena cesta Žminj – Sveti Petar u Šumi, koja je 1880. produžena do Tinjana. Iz Kanfanara za Barat je bila napravljena cesta preko Drage ispod Vidulini 1856. i po njoj je vozila i pošta. Nakon otvaranja željeznice (1876.) godine 1884. je napravljena cesta Žminj – Pifari dužine 4 km tako da je Žminjština dobila bolju vezu sa željeznicom. 
U drugoj polovini 19. stoljeća je u Austriji sve više bio prisutan širi društveni i gospodarski razvoj. A to je bila posljedica svih novosti, koje su se postupno međusobno prepletale i posljedica reformi centralne vlasti u Beču. Istra je pod Austrijom bila jedna cjelina, s velikim zaleđem sve do Dunava, kamo su se prodavali istarski proizvodi. Gradnja puteva, pulskog arsenal, tršćanske luke, željezničke pruge, ukinuće feudalizma i nova upravna reforma, dali su maha većem razvoju, kojeg je prekinuo Prvi svjetski rat. Žminj je spadao u kotar (distreto) Pazin.  
U drugoj polovini 19. stoljeća Žminj je učvrstio svoj položaj prometnog i trgovačkog središta. Tu se je trgovalo vinom, drvom, stokom, žitom i drugim proizvodima. Redovno su se održavali sajmovi, koji su donosili živahnu trgovinu. Prvi sajam u godini bio je 13. veljače, zatim 24. kolovoza i 11. studenog. Zatim su sajmovi bili kod Sv. Matije u Ceru 24. veljače i 24. rujna. Kod Sv. Foške bio je sajam domaćih životinja i seoske opreme treći dan po Vazmu i treći dan po Duhovima. 
Da je u Žminju boravilo mnogo ljudi i da se tu živahno trgovalo, govori nam veći broj gostionica, hotela i soboiznajmljivača. Razvili su se i različite obrti kao pekari, stolari, tesari, kovači, postolari, tkalci itd. Ti obrti bili su u Žminju a i u selima. Značajno se razvilo pridobivanje i obrada kamena. Jako poznati su bili žminjski “škarpelini” obrađivači kamena. 
Za Žminj i Žminjštinu su početkom 20. stoljeća važni sljedeći događaji : osnivanje Gospodarske zadruge 1903., izgradnja društvene zgrade – lokande 1905., osnivanje Posujilnice i Čitaonice 1906., zadružni parni mlin 1907. U to doba su počeli voziti prvi automobili, motocikli i bicikli, a proradio je i telegraf. Sve to i procvat gospodarstva i trgovine u Monarhiji i svijetu su i Žminštini donijeli mnogo naprednog i dobrog. Ipak sve se loše završilo izbijanjem 1. svjetskog rata. Žminjština u tom ratu nije značajnije stradala, ali su Žminjci osjetili sve nedaće koje je nanio taj rat ljudima tadašnjeg vremena.
Nakon 1. svjetskog rata Istra pada pod Italiju i za Žminjštinu, kao i za cijelu Istru, započinje sasvim novo razdoblje. Nakon Rapalskog ugovora 12. studenog 1920. Istra je pripala Italiji. S kraljevom odlukom 18. siječnja 1923. nastala je Pulska pokrajina sa sjedištem u Puli kojom je upravljao perfekt. Podijeljena je bila na šest okružja. Općina Žminj nije doživjela promjene, spala je pod pazinsko okružje.
Najteže godine bile su od 1928. do 1930. Za te godine ne postoje podaci. Polagani rast počeo je 1930. i trajao je sve do početka Drugog svjetskog rata. Mnogi Žminjci su pokušali naći bolji kruh u Americi, Jugoslaviji, Italiji i drugdje. Nekima je to uspjelo, a puno ih se vratilo i ponovo počelo iz početka. Izselile su se 42 obitelji. Mnogi posjedi su u to doba propali zbog prezaduženosti te planske politike Italije da čim bolje oslabi hrvatstvo i ojača talijanstvo.
Sredinom tridesetih godina stanje se znatno poboljšalo, prije svega zbog zapošljavanja u rudniku Raša, a i trgovina je ojačala, ceste su se dobro održavale, započeo je autobusni promet, automobilizam i motociklizam. Ljudi su masovno kupovali bicikle. Razvila se mala trgovina tako da je više Žminjaca prodavalo proizvode u Trstu kamo su redovno putovali vlakom. Željeznički promet s Trstom bio je dosta brz, udoban i ne previše skup. U Trstu su nabavljali različite proizvode i dostavljali ih stanovništvu. Tako je roba iz Trsta dobila visoki ugled među Žminjcima. Dobro je bilo samo ono iz Trsta. Od 1928. Žminjom prolazi i autobus koji vozi iz Trsta za Pulu i obrnuto te staje kod Sv. Bartula. Sredinom tridesetih su do Žminja počele voziti raške kavarice, čime je olakšan promet na posao u rudnik i sve više ljudi je tamo radilo. Započela je i elektrifikacija i Žminj dobiva elektriku 12. siječnja 1929.
Za vrijeme 2. svjetskog rata Žminj i Žminjština jako su stradali od bombardiranja te vojnog nasilja njemačke vojske. Mnogi mladi Žminjci otišli su na ratišta služeći talijansku vojsku. Žminj je bio oslobođen 7. svibnja 1945.
Poslijeratni period karakterizira spora obnova gospodarstva, iseljavanje stanovništva i zapošljavanje u raškim ugljenokopima, Puli, Pazinu, Rovinju i drugdje. 
Žminjština je 1910. imala oko 5.700 stanovnika, a 1970. samo oko 4.200. Tada je bilo na području Žminjštine zaposleno 238 radnika, a oko 700 ih je putovalo na posao u druge krajeve. Modernizacija i asfaltiranje cesta započelo je prema Pazinu, Puli i Rovinju krajem šezdesetih i početkom sedamdesetih. Prvi asfalt je Žminj dobio 22. studenog 1969. kada je otvorena cesta Pazin - Pula. Lokalne ceste su bile u makadamskoj izvedbi sve do osamdesetih godina, kada počinje širenje puteva i asfaltiranje koje do danas još nije završeno. U knjizi "Žminj i Žminjština" (1976.) je zapisano, da ima Žminjština 285 automobila što je tada iznosilo oko jedan automobil na 15 žitelja, danas praktično svaki drugi žitelj ima auto. Tada je bilo i 245 traktora, 310 televizora i 725 radioaparata.
Znatan napredak trgovine vidimo sredinom sedamdesetih, kada su bile u Žminju tri prodavaonice prehrambenih proizvoda, dvije industrijske robe, prodavaonica poljoprivrednih proizvoda, voća i povrća, prodavaonicu automobilskih dijelova i poljoprivredne mehanizacije, trafiku i tri gostionice. U Ceru i Modrušanima su bile prodavaonice mješovite robe.
Žminj i Žminjština su u samostalnoj Hrvatskoj napredovali, posebno nakon formiranja općine Žminj 1993. Velik značaj ima Istarski ipsilon koji prolazi pokraj Žminja 1999.

## Ostali podaci 2001
75 obrtnika; 72 km asfaltiranih puteva; 36 zaselaka nema asfalta; 1.500 automobila; 570 traktora; 1.001 domaćinstvo; 283 nenastanjene kuće; 3.452 stanovnika; sva sela imaju struju i vodu; oko 200 kompjutera; oko 100 priključaka na internet; oko 2000 mobilnih telefona; oko 1000 telefonskih priključaka; oko 1.000 zaposlenih; 800 umirovljenika; 360 školske djece; oko 300 krava; oko 150 ovaca; oko 1.000 svinja; 18 peradarskih farmi - oko 17.000 komada peradi godišnje.

## Obrazovanje
- OŠ "Vladimir Gortan"

## Kultura
- Čakavski sabor, kulturna udruga sa sjedištem u Žminju.
- Sabor čakavskog pjesništva, priredba Čakavskog sabora, osnovan 8. lipnja 1969., redovno se održava početkom lipnja Zad kaštela u Žminju.
- Bartulja, najveći sajam i pučka fešta u Istri, koji se održava zadnje subote u kolovozu.

| Čakavska kuća u središtu Žminja, sjedište Čakavskog sabora | Ulaz u Čakavsku kuću | Poprsje Mate Balote ispred Čakavske kuće | Poprsje Drage Gervaisa ispred čakavske kuće |

## Poznate osobe
- Bančić, Šime, pravnik (Križanci, 7. veljače 1898. – Pula, 12. lipnja 1982.),
- Črnja, Zvane, književnik, kulturolog i publicist (Črnji, 8. listopada 1920. – Zagreb, 26. veljače 1991.),
- Debeljuh, Miho, knjižničar, pjesnik (Tudari, 1. listopada 1927. – Pula 29. ožujka 1999.),
- Erman, Ivo, dramski glumac (Žminj, 10. veljače 1912. – Pula, 28. siječnja 2003.),
- Galant, Nada, (ranije autorsko ime: Nada Peteh) (1961.), pjesnikinja,
- Glavinić, Tomo, misionar i mučenik (Žminj, 20. prosinca 1658. – Beograd, 8. listopada 1690.),
- Hrelja (Reglia), Kornelije (Cornelio), franjevac opservant (Kosići, 18. siječnja 1919. – Marghera kraj Venecije, 21. veljače 1963.),
- Kliman, Aldo, (1950.), književnik i nakladnik,
- Kresina, Antun (Anton, Ante), teolog i bibličar (Kresini, 25. listopada 1934. – Rijeka, 21. veljače 1990.),
- Križman, Mate, (Šivati, 1934.), klasični filolog, prevoditelj,
- Matetić Ronjgov, Ivan, skladatelj imelograf, (Ronjgi kraj Kastava, 10. travnja 1880. - Lovran, 27. lipnja 1960.), bio učitelj u Žminju i Kanafanaru,
- Motika, Antun, slikar (Pula, 30. prosinca 1902. – Zagreb, 13. prosinca 1992.), pohađao osnovnu školu u Žminju,
- Orbanić, Branko, arhitekta i pjesnik
- Pamić, Igor, nogometaš,
- Peteh, Anton, graditelj narodnih glazbala, (Petešljari, 26. travnja 1888. - Petešljari, 8. ožujka 1975.),
- Pucich, Joseph (Josip), šumar, (Žminj, 14. siječnja 1850. - Trst, 25. ožujka 1911.),
- Rovis, Franjo Ksaver, misionar i kroničar (Žminj, 18. travnja 1673. - Rijeka, 9. veljače 1734.),
- Roža, Josip, klasični filolog (Vidulini, 1860. - Vidulini, 1931.),
- Rudan, Evelina (1971.), pjesnikinja,
- Rudan, Ive, književnik, povjesničar, etnolog i publicist (Rudani, 11. studenoga 1940. - Pula, 11. siječnja 1983.),
- Šonje, Ante, arheolog, (Novalja, 10. svibnja 1917. - Pula, 5. veljače 1981.), autor knjige “Žminj i Žminjština”, 1976.
- Zohil, Vilma, prosvjetni radnik i pedagog, tajnica i aktivna djelatnica Čakavskog sabora

## Spomenici i znamenitosti
Žminjska župa premda ima 3000 stanovnika u stotinjak sela i stancija, ima čak 103 kapelice.
 župna crkva sv. Mihovila Arkanđela
Crkva Sv. Bartola, Sv. Foška, Sv. Marija od mora, Sv. Trojstvo, Sv. Antona i dr.
Selo Pamići ima dvije crkve: Sv. Leopold Mandić i Majka Božja Kraljica obitelji
Kalvarija ili Golgota, brežuljak kraj Jeruzalema na kojem je prema novozavjetnoj predaji razpet i umro Isus Krist. ... kalvarija kraj Žminja.
groblja, ... najpoznatije staroslavensko groblje je ono u Žminju, u kojem je pronađeno 227 grobova iz IX. i X. st.
Freske u crkvi Sv. Trojice i Sv. Antuna
Kula i Zat kaštel
Brojni, kamenolomi, kažuni, kali ...
Lijepi zvonik sa satom
Astronomska udruga Vidulini

## Stare razglednice Žminja
Žminj je ovjekovječen na mnogim ljupkim starim razglednicama s konca 19. i početka 20. stoljeća. Poznati fotografi, poput Luigija Mionija, pohodili su Žminj i njegovu okolicu, snimajući fotografije za potrebe nakladnika koji su se bavili izdavanjem razglednica, ne samo onodobnih mondenih centara poput Opatije, Rovinja ili Pule, već i zavodljivih ladanjskih ambijenata diljem Istre koji su bili čestom i privlačnom destinacijom bogatoga austrougarskog i europskog građanstva i plemstva.
Žminjske razglednice izraz su vrhunskog umijeća starih fotografa i tiskara. Predočavaju nam gradić u njegovoj osebujnoj tihosti i smirenosti, no i u njegovoj urbanoj i arhitektonskoj uščuvanosti čije će unutarnje i vanjske vizure narušiti tek potonja ratna i druga oštećenja, kao i promjene izazvane općim razvojem mjesta.

## Šport
- NK Žminj

Trkačka utrka Žminj teče(ka) održava se od 2014.

## Vanjske poveznice
- http://www.zminj.hr/
- http://www.vatrogasci-zminj.com/  Arhivirana inačica izvorne stranice od 6. ožujka 2005. (Wayback Machine)
- http://www.fallingrain.com/world/HR/4/Zminj.html
- http://www.destinacije.com/slika_nav.asp?lang=hr&pg=1&p=Pazin&cp=30&s=Next&prikaz=&t=opis_slike  Arhivirana inačica izvorne stranice od 27. rujna 2007. (Wayback Machine)
- http://www.istriadalmazia.it/scoprire/paesi/gimino/gimino_01.htm  Arhivirana inačica izvorne stranice od 21. lipnja 2009. (Wayback Machine)
- http://www.astronomija.co.yu/razno/ad/vidulini/vidulini.htm  Arhivirana inačica izvorne stranice od 11. siječnja 2006. (Wayback Machine)
- http://photoforum.istria.info/kroatien-foto-8565.htm
- http://www.vidulini-astro.hr/stupac.php?kategorija=AUV  Arhivirana inačica izvorne stranice od 10. veljače 2006. (Wayback Machine)